# Joan Wolfert van Brederode
Joan (of Jan, Johan of Hans) Wolfert van Brederode, heer van Brederode, Vianen, Noordeloos en Ameide (Vianen, 12 juli 1599 - Petershem, 3 september 1655) was een officier en staatsman tijdens de Republiek der Verenigde Nederlanden.

## Levensloop
Joan (ook Johan) Wolfert van Brederode stamde uit een adellijke familie, het huis Brederode. De Brederode's beweerden af te stammen van de graven van Holland en voerden als zodanig de Hollandse leeuw in hun wapen. Zijn vader was Floris van Brederode, heer van Kloetinge (†1599) en zijn moeder was Theodora van Haeften († ca. 1630). Hij volgde zijn oom Walraven IV van Brederode op als heer van Brederode met al zijn bezittingen.
Brederode trouwde in 1619 met Anna Johanna van Nassau-Siegen, dochter van Johan VII van Nassau-Siegen en een verwante van de stadhouders van de Nederlanden. Later trouwde hij met Louise Christina van Solms-Braunfels. Brederode maakte carrière in het Staatse leger. Hij was kolonel van de Compagnie van Brederode. Onder stadhouder Frederik Hendrik de "Stedendwinger" had Johan Wolfert een groot aandeel in het verovering van een reeks steden op de Spanjaarden, met als hoogtepunt de herovering van 's-Hertogenbosch. Tussen 1630 en 1655 was hij gouverneur van de stad. Vanaf zijn jonge jaren was hij snel opgeklommen in militaire rang, van vaandrig, kapitein, kolonel tot luitenant-generaal der artillerie in 1635. In 1642 werd hij veldmaarschalk van het Staatse leger. Hij was toen de hoogste militair na zijn zwager, Oranjestadhouder Frederik Hendrik, en na diens dood enige bevelhebber.
Naar hem werd, als zwager van stadhouder Frederik Hendrik, het nieuwe vlaggenschip de Brederode uit 1644 van viceadmiraal Witte de With en luitenant-admiraal Maarten Tromp vernoemd.
Ondanks zijn hoogadellijke afkomst en het feit dat hij onder de Oranjes carrière had gemaakt in het leger, was hij goed bevriend met Johan de Witt. Tijdens het Eerste Stadhouderloze Tijdperk onderdrukte Brederode in 1651 Oranjegezinde relletjes in Dordrecht. Hij betoonde zich een republikein en was als eerste edele van de Ridderschap van Holland een krachtig ondersteuner van De Witt. Onder De Witts leiding werd in 1654 vrede met Engeland (Verdrag van Westminster) gesloten waarbij de leiders van Holland een geheime Acte van Seclusie lieten opnemen die het de Republiek verbood de zoon van stadhouder prins Willem II van Oranje - Willem III - automatisch als stadhouder aan te stellen. De belangrijkste ondersteuners waren De Witt, Cornelis de Graeff, Jacob van Wassenaer Obdam en Brederode. Zijn overlijden in september 1655 was dan ook een klap voor raadpensionaris Johan de Witt, omdat de meerderheid in de Ridderschap prinsgezind was.

## Familie
Joan Wolfert van Brederode en Anna Johanna van Nassau-Siegen kregen samen vier levensvatbare kinderen:
- Sophia (16 maart 1620 - 23 september 1678), huwde met haar neef Christiaan Albrecht burggraaf van Dohna
- Florentina (7 januari 1624 - 13 januari 1698), huwde met Maurits graaf van Solms
- Anna Trajectana (1625 - 23 februari 1672), huwde in 1670 met Georg Herman Reinhard graaf van Wied-Runkel
- Anna Amalia (1626 - 14 augustus 1663), huwde op 13 februari 1645 met Albrecht Hendrik Slavata Vrijheer van Chlum-Kosemberg, en op 28 december 1662 met Gottlieb Amadeus[4]

Uit zijn huwelijk met Louisa Christina van Solms-Braunfels kwamen vijf levensvatbare kinderen voort:
- Hendrik van Brederode (28 november 1638 - 1 juli 1657)
- Louise Christina (21 december 1639 - mei 1660), huwde op 15 september 1658 met Fabian van Dohna-Reichertswalde
- Hedwig Agnes van Brederode (10 augustus 1643 - 27 november 1684)
- Amelia Wilhelmina van Brederode (1643-?), huwde op 10 april 1664 met Armand Nompar de Caumont la Force, markies van Montpouillan (1615-1701)
- Wolfert van Brederode (18 november 1649 - 15 juni 1679), de laatste mannelijke telg van het geslacht Brederode

## Militaire loopbaan
- Vaandrig: 1618[5]
- Kolonel: 1633[5]
- Meester-Generaal der Artillerie: 3 juni 1636[5]
- Veldmaarschalk: 1642[5]